# Alpenus tristicta
Alpenus tristicta là một loài bướm đêm thuộc phân họ Arctiinae, họ Erebidae.